# Reforma, Bejucal de Ocampo
Reforma är en ort i Mexiko.   Den ligger i kommunen Bejucal de Ocampo och delstaten Chiapas, i den sydöstra delen av landet, 900 km sydost om huvudstaden Mexico City. Reforma ligger 734 meter över havet och antalet invånare är 730.
Terrängen runt Reforma är bergig söderut, men norrut är den kuperad. Reforma ligger nere i en dal som går i nord-sydlig riktning. Runt Reforma är det ganska tätbefolkat, med 108 invånare per kvadratkilometer. Närmaste större samhälle är Frontera Comalapa, 14,3 km norr om Reforma. I omgivningarna runt Reforma växer huvudsakligen savannskog.